# Hiddenit
Hiddenit är en gulaktig till grön transparent variant av mineralet spodumen. Namnet hiddenit härleds till gemmologen William Earl Hidden (1853—1918), som upptäckte mineralet i North Carolina, USA 1879. Andra fyndigheter är:
- Brasilien
- Madagaskar
- Övre Myanmar

Enstaka fynd har gjorts även i Sverige och Norge.
Färgen beror på spår av krom, som ger gröna nyanser, eller järn, som ger gulgröna till gula nyanser.

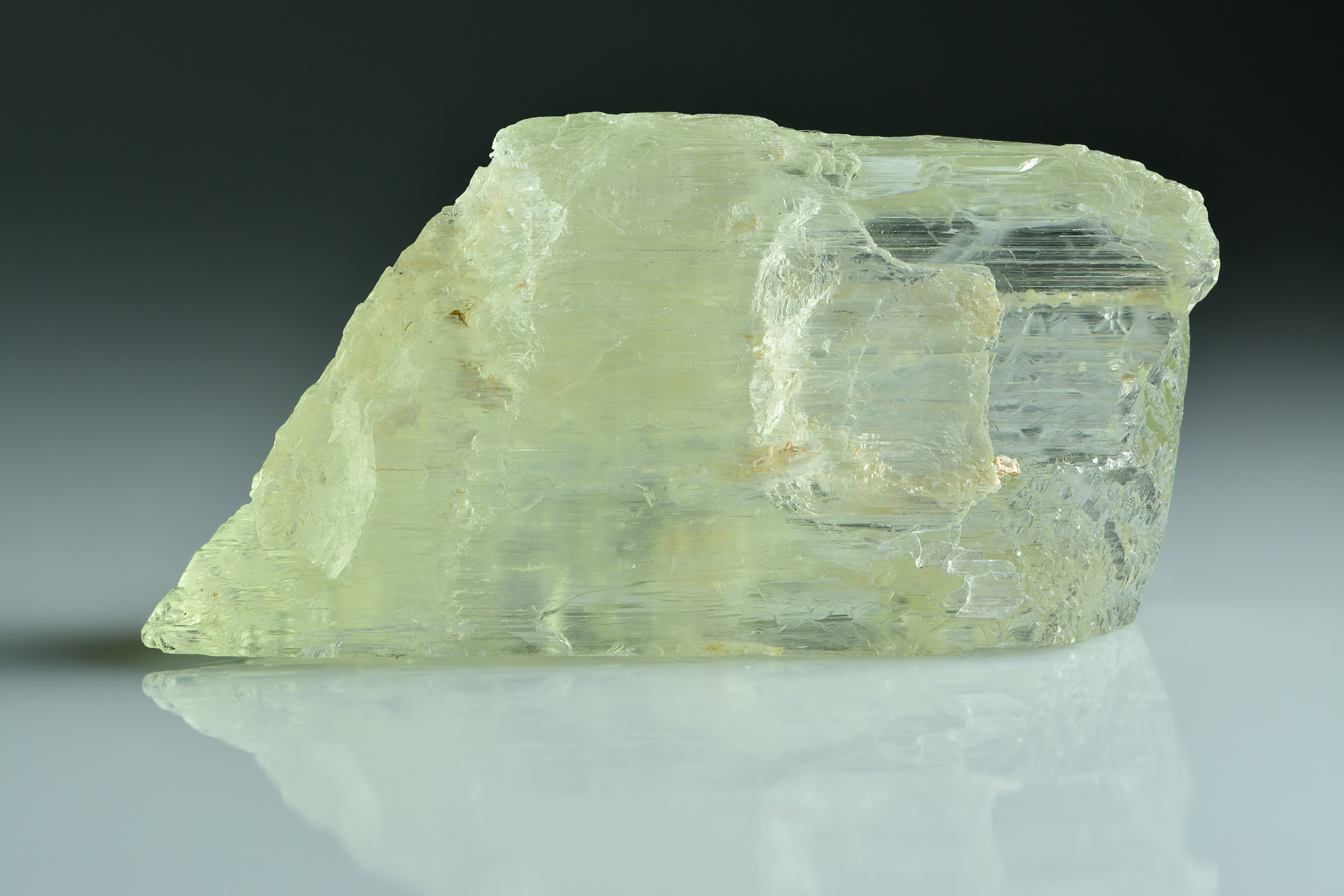
Hiddenit från Brasilien

P.g.a. liknande utseende kan hiddenit förväxlas med bl a:
- Beryll
- Diopsid
- Smaragd
- Turmalin
- Färgat glas (!)

Hiddenit började dyka upp i handeln som halvädelsten i slutet på 1800-talet med benämningen litium-smaragd, ibland förvanskat till lition-smaragd. Den blev aldrig riktigt populär, eftersom färgen inte är stabil.
Den optiska dubbelbrytningen i kristallen gör att färgen skiftar i nyans alltefter den riktning som man betraktar kristallen.
I ett absorptionsspektrum vid spektralanalys kan följande spektrallinjer iakttas (Å):
- 4330
- 6200
- 6460
- 6860
- 6990

I Afghanistan har hiddenitkristaller påträffats ända upp till 2 m långa, dock ej av ädelstenskvalitet.